# Міський (стадіон, Скалиця)
«Міський стадіон Скалиці» (словац. Mestský štadión Skalica) — багатофункціональний стадіон у місті Скалиця, Словаччина, домашня арена ФК «Скалиця».
Стадіон реконструйований та відкритий 2014 року. Має футбольне поле та шість бігових доріжок. Потужність становить 3 000 глядачів, з яких 800 місць є сидячими. Над двома секторами трибун споруджено дах.